# 제주 부씨
제주 부씨(濟州夫氏)는 제주를 본관으로 하는 한국의 성씨이다. 시조는 탐라 개국설화에 등장하는 부을나(夫乙那)이다. 조선 초에 진용교위(進勇校尉) 후령별장(後領別將)을 지낸 부언경(夫彦景)을 1세조로 한다.

## 기원
제주 부씨는 제주 양씨, 제주 고씨와 함께 탐라의 국성으로, 같은 유래를 가지고 있다.
탐라 개국설화에 의하면 시조 부을나(夫乙那)는 탐라(耽羅) 한라산(漢拏山) 북쪽 모흥혈(毛興穴)에 솟아나온 세 신인(神人) 중의 한 명이다. 양을나, 고을나, 부을나라는 이름을 가진 그들은 수렵을 하여 살았는데, 하루는 바다에 이상한 상자가 떠내려와 건져 보니 세 미녀와 오곡의 종자, 망아지, 송아지가 들어 있었다. 세 신인은 세 미녀와 각각 결혼하여 농사를 지으며 살게 되니 그로부터 탐라는 개척되었다. 후에 벽랑국(碧浪國)으로부터 오곡(五穀)의 종자(種子)와 6축(六畜)을 가져온 세 공주를 아내로 삼고 활을 쏘아 화살이 닿는 곳를 일도(一徒), 이도(二徒), 삼도(三徒)라 부르고 생활의 터전을 마련하였다고 한다.
고려사고기(高麗史古記)에 다음과 같이 말하길, 탐라는 남해 가운데 있다. 처음에는 사람이 없었는데, 삼신인이 땅에서 솟아나니 맏이를 '양을나', 버금을 '고을나', 셋째를 '부을나'라 하였다. 삼인(三人)은 거친 들판을 돌아 다니며 사냥하여 가죽 옷을 입고 고기를 먹으며 살았다. 하루는 붉은 진흙으로 봉한 나무 상자가 동쪽 바닷가로 떠내려 온 것을 발견하고, 나가서 열어 보니 그 안에 또 석함(石函)이 있고 붉은 띠에 자줏빛 옷을 입은 사자(使者)가 한 사람 따라와 있었다.
석함을 여니, 푸른 옷을 입은 처녀 3인(人) 및 '망아지 송아지와 오곡 씨앗' 등 여러가지가 있었다. 이에 사자(使者)가 말하기를 "나는 벽랑국 사신입니다. 우리 왕이 이 3왕녀를 낳고 이르되, 서해 한가운데 있는 산에 신자(神子) 3人이 강생(降生)하여 장차 나라를 세우려는데 배필이 없다." 하시고, 이에 신(臣)에게 명하여 '3왕녀'를 모시게 하였습니다. 마땅히 '배필로 삼아 대업(大業)을 이룩'하시옵소서"하고 홀연히 구름을 타고 떠나가 버렸다. 3人은 나이 차례로 나누어 배필을 삼고 '샘물이 달며 땅이 기름진 곳'에 나아가서 활을 쏘아 터를 정하니, 양을나(良乙那)가 사는 곳을 제일도(第一徒)로, 고을나(高乙那)가 사는 곳을 제이도(第二徒)로, 부을나(夫乙那)가 사는 곳을 제삼도(第三徒)라 하고, 비로소 오곡을 파종하고 또한 망아지와 송아지를 기르니 날로 부유하고 번영하였다.
동국통감(東國通鑑)은 성종15년(1484) 간행되어 장왈양(長曰良)이라 하고, 장위양설(長爲良說)이 굳어졌으며, 이후에도 살펴 보면 효종4년(1654)에 이원진(李元鎭)목사(牧使)도 삼성혈조(三姓穴條)에 양고부(良高夫)라 썼으며, 숙종29년(1703)에 이형상목사(李衡祥牧使) 역시 삼성사상량문(三姓祠上樑門)에 양고부(良高夫)로 썼다. 이 때, 사우(祠宇)를 완성하고 삼신인(三神人)의 위패(位牌) 순위를 정함에 있어 삼성신인강생(三姓神人降生)의 사적 문헌과 국사를 널리 상고(詳考)한 끝에 양을나(良乙那)를 제1위에 모시고, 고을나(高乙那)를 제2위에, 부을나(夫乙那)를 제3위로 결정 후, '제문(祭文)을 지어 위패(位牌)'를 모시고 제사를 올렸다.
王朝實錄(왕조실록 42~P.163)에 의하면 영조5년(1771)에 高漢俊(고한준)등이 主上(주상)께 奏請(주청)하는 상소문에도 良高夫(양고부)로 썼다. 또한 李丙燾(이병도)著의 韓國史(한국사)에도 良高夫(양고부)요, 金泰能(김태능)著의 濟州島史論攷(제주도사논고)에도 良高夫(양고부)라 했으며 國史大事典(국사대사전)•한국사대사전 등에도 良高夫(양고부)라고 기록하였으며, 玄容駿(현용준)著 「濟州島神記(제주도신기)」에도 良高夫(양고부)라 수록이 되어 있다.

## 시조
부을나 이후의 상계가 실전되어, 조선 초에 진용교위(進勇校尉) 후령별장(後領別將)을 지낸 부언경(夫彦景)을 일세조(一世祖)로 하여 세계를 이어오고 있다.

## 본관
탐라국이 498년에 백제에 의해 복속되었고, 조선시대에는 전라도 제주목이었다.
세종실록지리지에 제주목(濟州牧)에 대해 다음과 같이 설명되어 있다.
본주(本州)는 전라도의 남쪽 바다 가운데 있다. 그 주(州)의 고기(古記)에 이르기를,"태초(太初)에는 사람과 물건이 없었는데, 신선[神人] 세 사람이 땅으로부터 솟아나왔다. 지금도 주산(主山) 북쪽 기슭에 ‘모흥(毛興)’이라 하는 구멍이 있는데, 이것이 바로 그곳이다. 맏을 양을나(良乙那), 둘째를 고을나(高乙那), 세째를 부을나(夫乙那)라고 하였다.

1946년 전라남도에서 분리되었고, 2006년 제주특별자치도로 승격되었다.

## 분파
부언경의 증손 부삼로(夫三老)가 세종 때 통훈대부(通訓大夫)에 올랐으며, 그의 아들 형제 중 첫째 아들 부유렴(夫有廉)은 어모장군(禦侮將軍)으로 제주도를 지켰고 어모장군(禦侮將軍)을 역임한 그의 아들 부세영(夫世榮)의 아들 부각(夫恪), 부협(夫協), 부열(夫悅), 부신(夫愼), 부폭(夫幅), 부홍(夫弘) 6형제는 제주6파(濟州六派)의 파조(派祖)가 되었으며, 부삼로의 막내 아들 부유성(夫有成)이 육지로 건너가 경기도(京畿道) 연천(蓮川)에 세거하였다.

## 과거 급제자
제주 부씨는 조선시대 문과 급제자 1명, 무과 급제자 2명을 배출하였다.
- 부종인(夫宗仁, 1767년생) : 문과(文科) 조선 정조 19년(1795년) 을묘(乙卯) 식년시(式年試) 병과(丙科)
- 부시흥(夫時興, 1657년생) : 무과(武科) 조선 숙종 4년(1678년) 정시 을과(乙科)
- 부사민(夫士敏, 1758년생) : 무과(武科) 조선 정조 8년(1784년) 갑진(甲辰) 정시(庭試) 병과(丙科)

## 인물
- 부종인(夫宗仁, 1767년 ~ 1822년) : 29세 되던 해인 1795년(정조 19) 제주 별시 문과에 입격해 전시직부의 특권을 얻고선, 을묘(乙卯) 식년시(式年試) 병과(丙科)로 급제하였다. 관직은 대정현감(大靜縣監)‧성균관사성(成均館司成)‧예조정랑(禮曹正郞) 등을 역임하였다. 부종인은 오랫동안 상대(霜臺:사헌부)의 검찰관으로 재직했기 때문에 그 이름이 높았다. 사헌부 지평으로 해치를 쓰고 법부를 지켰으나, 청렴 강직하여 많은 사람들이 흠모했다고 한다. 부종인이 한양으로 올라와 처음으로 정조 임금을 알현했는데, 임금이 "이 사람은 탐라의 큰 집안 자손"이라고 말하고선 유관(儒官)만이 맡을 수 있는 별검에 제수했다는 일화가 전해온다. 1797년 조정에서 현직관료를 대상으로 응제할 때, 부종인이 수석으로 합격했고 정조 임금이 그를 청요직 중 하나인 예조좌랑으로 발탁했다. 이때부터 부종인은 시종신으로 정조의 신임을 얻게 되었다.

## 인구
- 2000년 9,440명
- 2015년 10,222명

## 같이 보기
- 제주 양씨
- 제주 고씨

## 참고자료
- 뿌리찾기운동본부 편저 (1998년 4월 25일). 《한글판 우리집의 족보》. 서울: 민중서원. 부록 9~10쪽쪽.